# Eltonåsen

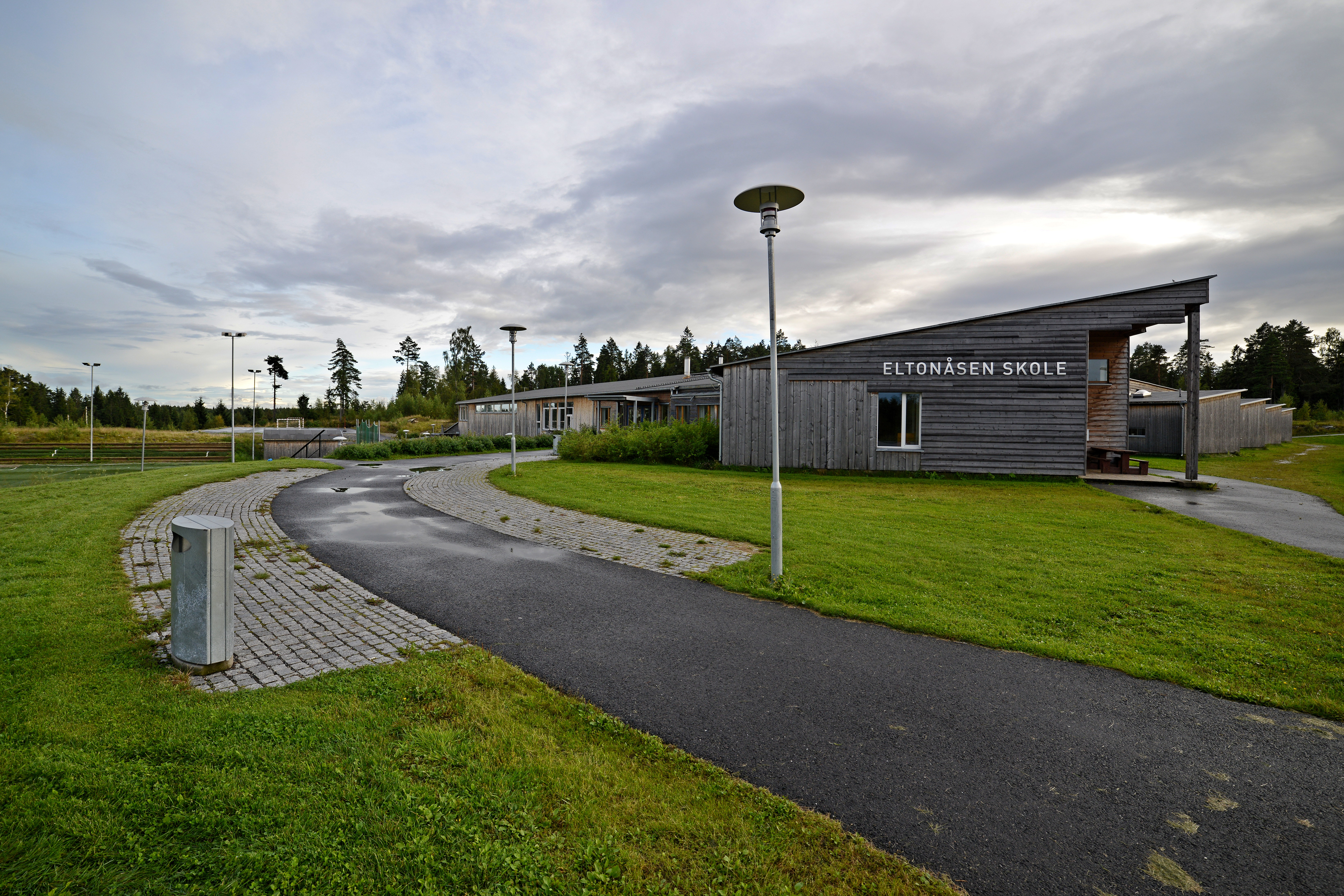
Eltonåsen school

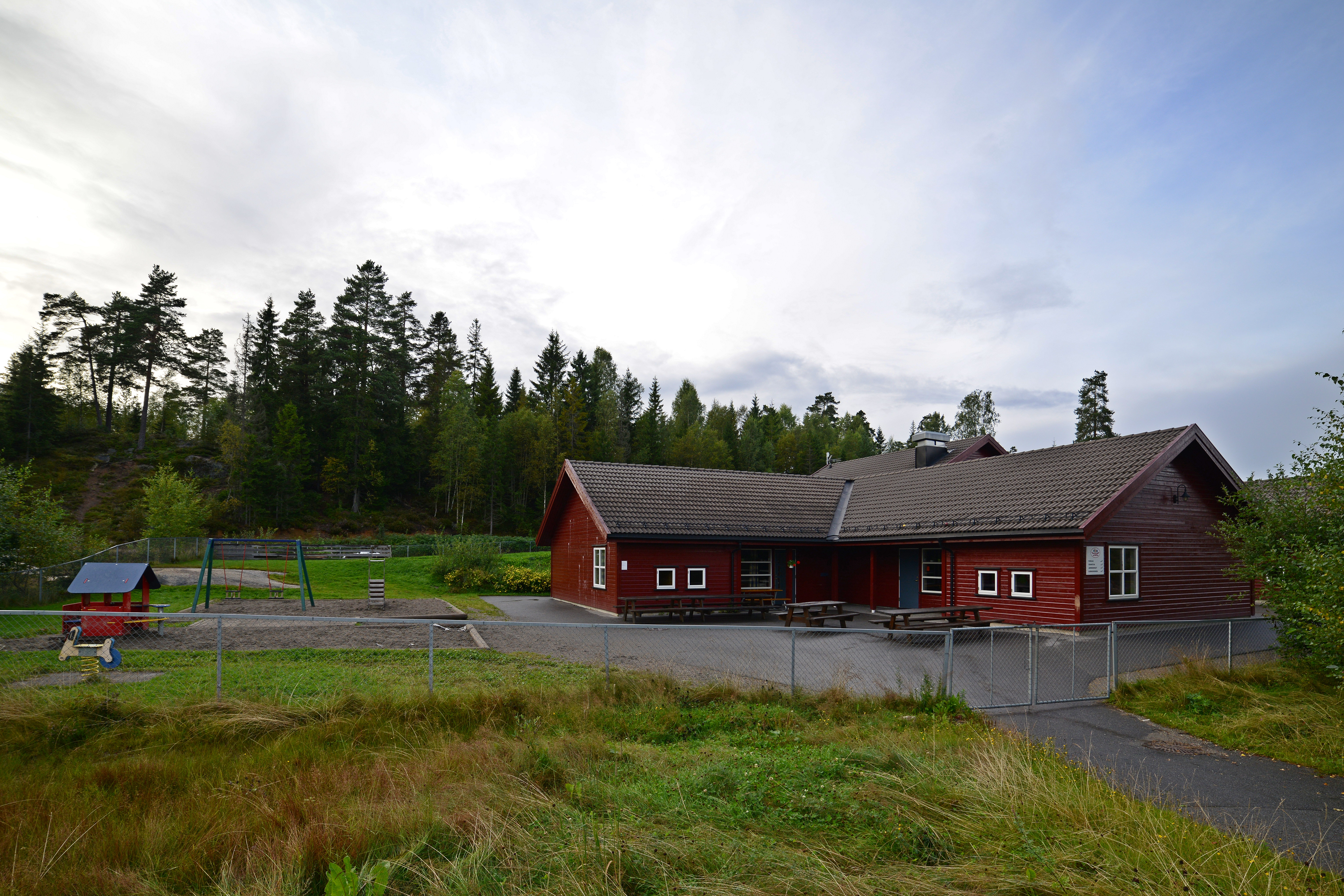
Eltonåsen kindergarden

Eltonåsen is een plaats in de Noorse gemeente Nannestad, fylke Akershus. Eltonåsen telt 827 inwoners (2007) en heeft een oppervlakte van 0,46 km².